# Corpus Documentale Latinum Cataloniae
El Corpus Documentale Latinum Cataloniae (CODOLCAT) és una base de dades lèxica del llatí medieval escrit en els territoris del domini lingüístic del català, desenvolupada per la Institució Milà i Fontanals del CSIC, amb la col·laboració de la Universitat de Barcelona. Es tracta del portal de consulta del Glossarium Mediae Latinitatis Cataloniae, el qual fou presentat públicament el març del 2012.

## Orígens
El CODOLCAT es va generar en el marc d'un històric projecte d'investigació del CSIC i la Universitat de Barcelona, iniciat cap a l'any 1956, i encara vigent, el Glossarium Mediae Latinitatis Cataloniae, un glossari de mots llatins i romànics documentats en fonts catalanes medievals de l'any 800 al 1100, que constitueix una excepcional obra lexicogràfica. El Glossarium s'emmarca en el projecte d'elaboració d'un diccionari europeu de llatí medieval, el conegut com a Nouveau Du Cange. El CODOLCAT té el seu origen en el treball lexicogràfic relacionat amb un diccionari o glossari de llatí medieval, quan durant la dècada de 1950, un equip dirigit pel professor Bassols de Climent i que incloïa Joan Bastardas, va començar a treballar en l'extracció i gravació de textos llatins medievals hispans corresponents majoritàriament al domini lingüístic del català.
Les noves possibilitats que oferia la informàtica, en la dècada de 1990, van portar a l'equip GMLC a considerar la creació d'un arxiu digitalitzat dels materials disponibles. Inicialment, amb els arxius del manual organitzats per paraules claus. Ben aviat, però, es va fer evident que l'objectiu més important era la digitalització de documents editats, especialment, des que en la dècada anterior una gran quantitat d'edicions de cartularis i documents havia estat publicada a Catalunya, majoritàriament, per historiadors i paleògrafs.

## Objectius i utilitats
L'objectiu d'un projecte lexicogràfic com el GMLC és produir un diccionari que ajudarà a la interpretació d'obres escrites en un territori i era específica. Seguint amb el treball iniciat en la dècada de 1990, el projecte GMLC actualment divideix la seva activitat en dues línies de treball complementàries i inseparables: la redacció d'entrades lexicogràfiques, d'una banda, i la digitalització del corpus textual emprat per a la redacció i la publicació digital de l'obra, de l'altra. Així, consta d'un manual d'arxius organitzats sota paraules claus amb un total de més de cinquanta mil entrades, i una base de dades de documents.
El GMLC és una eina d'ajuda per a la comprensió de textos per part de filòlegs, historiadors, juristes i qualsevol persona interessada per l'Alta Edat Mitjana, de la documentació notarial i dels textos literaris, jurídics i científics en llatí produïts al lloc i a l'època citats. El diccionari parteix d'un fitxer manual (que supera les 50.000 fitxes) i també d'un corpus ampli de textos digitalitzats que en el 2017 constava de més de 22.000 documents.
Aquest corpus, traslladat a una base de dades lèxica de consulta externa, el CODOLCAT, esdevé una eina que facilita l'accés directe a la producció escrita en llatí a la Catalunya alt-medieval. El CODOLCAT permet fer cerques lèxiques simples i avançades sobre el corpus documental incorporat.

## Col·laboració entre institucions
El treball de redacció i digitalització del GMLC va ser i continua essent possible gràcies a la cooperació i els acords entre la Institució Milà i Fontanals (IMF) del CSIC, l'Institut d'Estudis Catalans (IEC) i la Universitat de Barcelona (UB). El projecte GMLC ha obtingut també el finançament del ministeri corresponent des de 1992, amb subvencions a vuit projectes de recerca successius sota el títol "Informatització del Glossarium Mediae Latinitatis Cataloniae".
El CODOLCAT es realitza a la seu del GMLC a la Institució Milà i Fontanals de Recerca en Humanitats, del Consell Superior d'Investigacions Científiques (Barcelona).

## Direcció del projecte i equip de treball
Al capdavant del projecte, des que va veure la llum el 2012, es troben els doctors Pere J. Quetglas Nicolau, catedràtic de la UB, com a director, i Ana Gómez Rabal, científica titular del CSIC, com a coordinadora; Marta Segarrés Gisbert, Marta Punsola Munárriz, Carla Arbó Nieto, Rocío Extremera Extremera i Anahí Álvarez Aguado, editores, Pere Farró Sales, director informàtic, Mercè Puig Rodríguez-Escalona, Maria Antònia Fornés Pallicer, Joan Maria Jaime Moya, Adelaida Terol Amigó i Carlos Prieto Espinosa en constitueixen l'equip de treball.